# Anthonie Haga

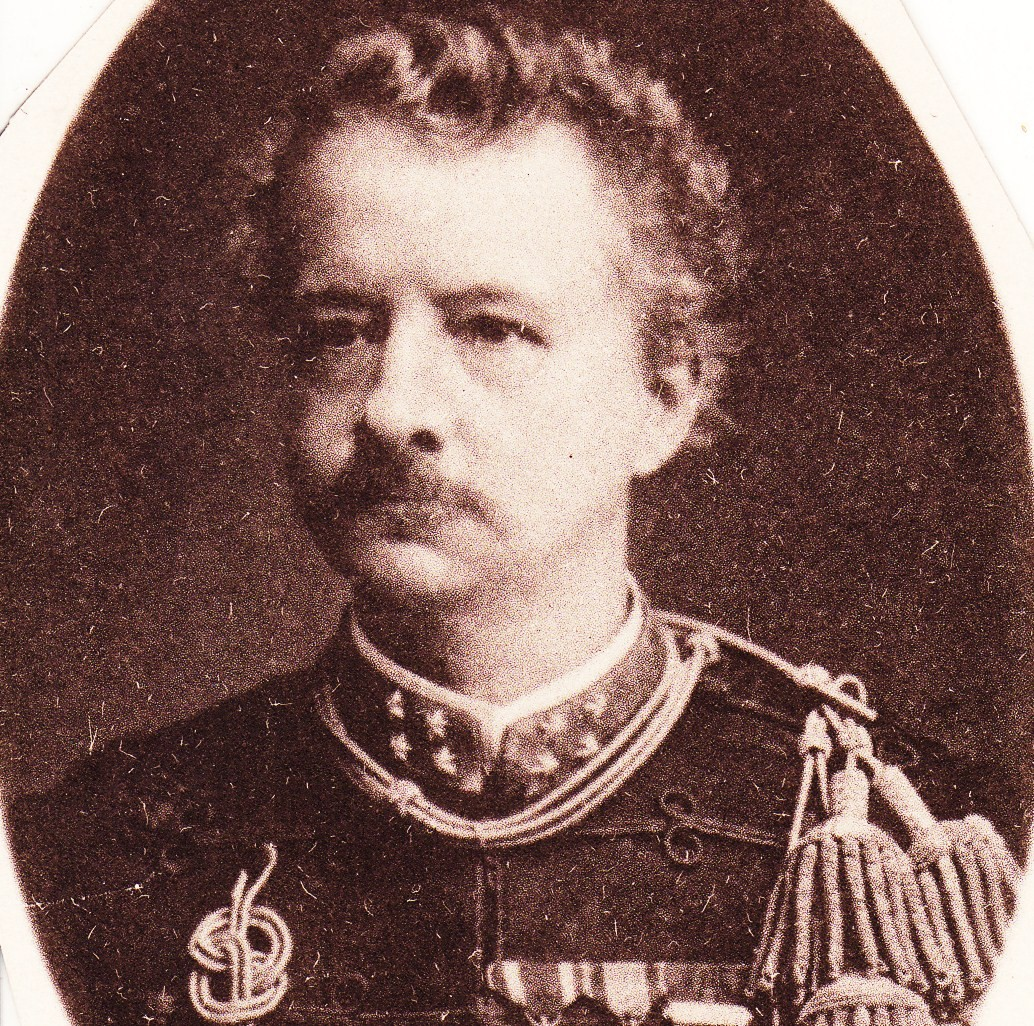
Anthonie Haga

Anthonie Haga (Sneek, 11 februari 1834 - Den Haag, 14 september 1902) was een Nederlandse luitenant-generaal, commandant van het Koninklijk Nederlandsch-Indisch Leger, ridder in de Militaire Willems-Orde en ridder in de Orde van de Nederlandse Leeuw.

## Loopbaan
Haga volgde de Koninklijke Militaire Academie en werd in 1854 benoemd tot tweede luitenant der artillerie in Oost Indië. Hij werd bevorderd tot eerste luitenant in 1857 en benoemd tot adjudant van de commandant der artillerie bij de tweede Boni-expeditie; bij Koninklijk Besluit van 22 juni 1860, nummer 69 werd hij voor zijn verrichtingen op Boni gedurende het jaar 1859 benoemd tot ridder in de Militaire Willems-Orde vierde klasse. Haga werd in 1863 bevorderd tot kapitein en benoemd tot onderdirecteur van de artillerie-constructiewinkel te Soerabaja (1869); hij werd aldaar majoor directeur in 1871. In 1873 werd Haga benoemd tot luitenant-kolonel directeur alhier en in 1878 geplaatst als commandant der veld -en bergbatterijen op Java; in 1879 werd hij overgeplaatst bij de Generale Staf bij de VIIde afdeling van het Departement van Oorlog, waar hij in 1883 bevorderd werd tot kolonel chef van de Generale Staf. In 1885 werd hij tijdelijk benoemd tot civiel en militair bevelhebber in de westerafdeling van Borneo.
In 1886 werd Haga aangesteld als generaal-majoor hoofd van de IIde afdeling van het Departement van Oorlog. Hij werd in 1887 als luitenant-generaal benoemd tot commandant van het Nederlands Indische Leger. Hij verzocht en verkreeg in 1889 eervol ontslag uit de militaire dienst. Hij was ridder in de Orde van de Nederlandse Leeuw en publiceerde verschillende, veelal geschiedkundige, artikelen in tijdschriften en de boeken Java, het land van geluk (1869) Java, hoe het te verdedigen tegen een Europese vijand (1869) en Nederlands Nieuw Guinea en de Apoesche eilanden (1884). Hij werd begraven op Nieuw Eik en Duinen.

## Onderscheidingen
- Ridder der 4e klasse in de Militaire Willems-Orde[1]
- Ridder in de Orde van de Nederlandse Leeuw[1]
- Ereteken voor Belangrijke Krijgsbedrijven met baton: "Boni 1859" [1]
- Onderscheidingsteken voor Langdurige Dienst als officier "XXX"[1]